# Catachlorops zikani
Catachlorops zikani är en tvåvingeart som beskrevs av Barretto 1946. Catachlorops zikani ingår i släktet Catachlorops och familjen bromsar. Inga underarter finns listade i Catalogue of Life.